# John Miller (Politiker, 1843)

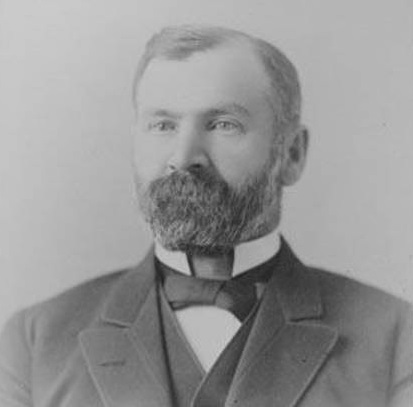
John Miller

John Miller (* 29. Oktober 1843 in Dryden, Tompkins County, New York; † 26. Oktober 1908 in Duluth, Minnesota) war ein US-amerikanischer Politiker (Republikanische Partei). Er war von 1889 bis 1891 der erste Gouverneur des Bundesstaates North Dakota.

## Leben
John Miller besuchte die örtlichen Schulen seiner Heimat. 1878 kamen er und sein Partner Jeremiah W. Dwight in das Dakota-Territorium und kauften 17.000 Acres im Red River Valley im Richland County. Auf diesem Land wurde die Dwight Farm and Land Company errichtet. Miller war Mitglied der Republikanischen Partei und nahm 1889 als Delegierter an der verfassungsgebenden Versammlung von North Dakota teil. Noch im selben Jahr wurde er mit 66,8 Prozent der Stimmen gegen den Demokraten William N. Roach zum ersten Gouverneur des neuen Bundesstaates North Dakota gewählt. Seine erste und wichtigste Aufgabe war der Aufbau einer funktionierenden Verwaltung. Er lehnte die Einführung einer staatlichen Lotterie in seinem Land ab. Nach Ablauf seiner zweijährigen Amtszeit verzichtete Miller auf eine mögliche Wiederwahl.
Nach dem Ende seiner Amtszeit kehrte Miller auf seine Farm zurück und organisierte ab 1896 die John Miller Land Company. 1906 wurde er Präsident der neugegründeten Chaffee-Miller Milling Corporation. John Miller verstarb im Jahr 1908. Er war mit Addie S. Tucker verheiratet, mit der er ein Kind hatte.